# Dersu Uzala (film, 1975)
Dersu Uzala [dersú uzalá] (rusko Дерсу Узала, japonsko デルス·ウザーラ, latinizirano: Derusu Uzāra) je sovjetsko-japonski pustolovsko-dramski film, ki ga je leta 1975 režiral Akira Kurosava. To edini njegov film, ki ni posnet v japonščini, in edini posnet na 70-mm filmski trak. Scenarij, ki sta ga napisala Kurosava in Jurij Nagibin, temelji na istoimenskih spominih ruskega raziskovalca Vladimirja Arsenjeva iz leta 1923 na njegove odprave v Sihote-Alinj na ruskem Daljnem vzhodu v začetku 20. stoletja. Film je posnet skoraj izključno na prostem v divjini ruskega Daljnega vzhoda in obravnava teme domorodcev iz gozda, ki živijo v sozvočju z okoljem in ki jih bo napredek civilizacije neizogibno uničil. Prikazuje tudi rastoče spoštovanje in globoko prijateljstvo med človekoma iz popolnoma različnih okolij ter težave in izgubo moči ob staranju.
Film je bil premierno prikazan julija 1975 v Sovjetski zvezi in 2. avgusta na Japonskem. Na 48. podelitvi je bil nagrajen z oskarjem za najboljši tujejezični film, osvojil je zlato nagrado za najboljši film na Mednarodnem filmskem festivalu v Moskvi in več drugih nagrad. V Sovjetski zvezi si je film v kinematografih ogledalo 20,4 milijona ljudi, v Severni Ameriki pa je prinesel 1,2 milijona USD prihodkov.

## Vloge
- Jurij Solomin kot Vladimir Arsenjev
- Maksim Munzuk kot Dersu Uzala
- Vladimir Kremena kot Turtigin
- Aleksander Pjatkov kot Olenev
- Svetlana Danilčenko kot Ana
- Suimenkul Čokmorov kot Čžan Bao